# Dolls (映画)
『Dolls』（ドールズ）は、北野武監督作品、2002年10月12日公開の日本映画。配給は松竹、製作はオフィス北野他。第59回ヴェネツィア国際映画祭コンペティション部門正式出品作。
キャッチコピーは「あなたに、ここに、いてほしい。」

## 作品解説
北野武が『あの夏、いちばん静かな海。』以来11年ぶりのラブストーリーに挑戦した作品。これは3組の全く別々の男女たちが物語で交錯し、それぞれの人生に希望を持とうとした刹那に死へ直面するという無情さを描いた作品であり、北野は「これまでで一番、最も暴力的な映画である」と発言している。
インタビューでたけしは「これはすごく個人的な映画だから、当たるとかいう問題じゃなかったね。喜んで絵描いてるみたいなもんだよ。そういうとき別に評価とか一切関係ないから、下手すりゃ人が見なくたっていいわけで。自分で撮って、しまっちゃうような映画でもあんのよ、ほんとは」「引っかかってたから、こういう映画ね。一回はやりたいって」と当作品について語っている。
パンフレットによれば、劇中の「繋がり乞食」は、北野が幼い頃実際に何度も目撃した夫婦が元となっているという。

### 音楽
この作品を最後に、『あの夏、いちばん静かな海。』以降長らく劇中の音楽を担当してきた久石譲が北野映画に参加していない。この理由について、たけしの弟子の浅草キッドは「（中略）久石さんの音楽がすごく評価されて、そしたら次回から久石さん切ったんですよ。音楽がいいんじゃないって」と説明している。また後年、北野はインタビュー著書の中で「久石さんとそれまでものすごくうまくいってた関係が、ちょっとぎくしゃくしちゃってね。映画にぴたっとくる音楽が見つけられなくてね。久石さんのアレンジが映像を歪曲して見せるような気がしたり、かと思うと俺の撮ったシーンが彼の音楽の風味を落とすような、妙な感じがして。(中略) 編集段階でも音楽の問題は解決できてなかった。そのあたりから、俺と久石さんは対立するようになった。でも時にはヒートして言い合うっていいと思ったよ。言い合う事で良い物が生まれるって分かってるからね」と述べている。
深田恭子がアイドル「春奈」役として出演したが、劇中で歌っている曲は深田本人が実際にリリースしている楽曲『キミノヒトミニコイシテル』である。なおこの曲の歌詞の中に「深田も最近綺麗になったと…」というフレーズがあるが、劇中ではその部分は除かれている。

## あらすじ
松本は心から愛し将来を約束していた恋人・佐和子を裏切り、出世と金のために勤務先の社長令嬢との結婚を決めた。松本の両親は佐和子の両親のもとへ赴き土下座の謝罪をするが、佐和子はそれに背を向けただ茫然と涙を流すのみだった。結婚式当日、松本は知人から、佐和子が精神を病み、ついに自殺を図りそれが原因で記憶喪失となったことを知らされる。居ても立ってもいられず式をすっぽかし佐和子の入院先の病院へと車を走らせた松本は、そのまま彼女を誘拐する形で連れ去ってしまう。着の身着のまま始まった逃避行。しかし佐和子の後遺症は重く、まるで幼児のようになった彼女は店の商品を勝手に持ち出したり、トラックの前に満面の笑みで立ち塞がったりなど、松本の手を焼かせる。二人は車を宿代わりにしてひっそりと路上生活を送るが、やがて車も捨てた松本は、目を離すと徘徊する佐和子を自らの体に赤い縄で結び付け、道往く人に「繋がり乞食」と呼ばれながら当てどない彷徨へと向かう……。
人気絶頂のアイドル・春奈に心酔する温井は、彼女のことばかりを想い毎日を過ごしていた。だがある日、春奈は交通事故に遭い片目を失う。商売道具とも言える顔に致命的な傷を負った春奈は塞ぎ込み、芸能界を引退、ファンの前から姿を消した。それでもなお春奈に会いたいと強く願う温井が取った行動とは……。
毎週土曜日になると、弁当を手に公園のベンチで昔の恋人を待ち続ける良子。老いを理由に、闘争の世界から身を引くことを決めたヤクザの親分。一見何の接点もない二人が、まるで引かれ合うように出会い、ベンチに並んで座るとき……。

## 出演
- 佐和子：菅野美穂
- 松本：西島秀俊
- 親分：三橋達也、津田寛治（若い頃）
- 良子：松原智恵子、大家由祐子（若い頃）
- 山口春奈：深田恭子
- 温井：武重勉
- 親分の兄弟分の息子：ホーキング青山
- 松本の父：清水章吾
- 松本の母：金沢碧
- 松本の同僚：大森南朋
- 松本の友人：大塚よしたか
- 佐和子の父：野村信次
- 佐和子の母：中村万里
- 佐和子の友人：西尾まり、矢川純一郎
- 春奈の母：吉沢京子
- 春奈の叔母：岸本加世子
- 春奈のマネージャー：大杉漣
- 青木：アル北郷
- 梅川：吉田蓑太郎
- 忠兵衛：吉田玉女
- 大夫：豊竹嶋大夫
- 三味線：鶴澤清介
- 小学生：菅大輝
- 殺し屋：ガンビーノ小林、モロ師岡
- ヤクザ：桐生康詩

## スタッフ
- 監督・脚本：北野武
- プロデューサー：森昌行、吉田多喜男
- 音楽：久石譲
- 撮影：柳島克己
- 編集：北野武、太田義則
- 記録：荘原はる
- 美術：磯田典宏
- 装飾：尾関龍生
- 録音：堀内戦治
- 音響効果：柴崎憲治
- 照明：高屋齋
- 衣裳：山本耀司
- 衣裳担当：岩崎文男
- 製作担当：山下秀治
- 助監督：松川嵩史
- スチール：渡邉俊夫
- 協力プロデューサー：上埜芳被、久保聡、吉村直明
- アソシエイト・プロデューサー：川城和実、古川一博、石川博
- ラインプロデューサー：小宮慎二
- アシスタントプロデューサー：臼居直行、加倉井誠人
- 特別協力：公益財団法人 文楽協会、国立文楽劇場
- 製作会社：バンダイビジュアル、エフエム東京、テレビ東京、オフィス北野
- 配給：オフィス北野、松竹

## 受賞歴
佐和子役の菅野美穂は、この作品で第40回ゴールデン・アロー賞映画賞を受賞。2002年度は山田洋次監督、真田広之・宮沢りえ主演の『たそがれ清兵衛』が映画賞を総ナメにしていたが、同賞の常連である北野作品から菅野が選出された。なお武が審査委員長を務める東京スポーツ映画大賞では、主演女優賞に菅野ではなく宮沢りえを選出している（菅野は助演女優賞受賞）。
- ダマスカス国際映画祭・最優秀作品賞
- 第4回文化庁優秀映画賞・長編映画部門優秀映画賞
- 第12回東京スポーツ映画大賞・作品賞・助演女優賞（菅野美穂）

## 反響
ロシアでは大ヒットしおよそ2年に及ぶロングランとなった。北野武はこの作品でロシアにおけるステータスを確かなものとし、後のロシア向けCM出演につながった。のちに第30回モスクワ国際映画祭では特別功労賞を受賞し、レトロスペクティブ企画として『その男、凶暴につき』『ソナチネ』『HANA-BI』『Dolls ドールズ』『座頭市』『監督・ばんざい』が上映された。

## エピソード
- 松本が「おかしくなった」佐和子を式場から迎えに行くシーンで、車中松本の携帯電話が鳴るが、その着メロは『キミノヒトミニコイシテル』であった。
- 浜崎あゆみの曲『Dolls』（2002年12月18日発売のアルバム『RAINBOW』収録）は映画の主題歌ではないが、この映画に感銘を受け、作品からイメージして作られた曲。浜崎が司会を務めたフジテレビの番組『ayu ready?』第1回に北野武が対談ゲストで出演した際に「Dollsという曲を作りたい」と申し出て許可を取っている。